# El hombre del traje gris
El hombre del traje gris è il sesto album in studio del cantautore spagnolo Joaquín Sabina, pubblicato nel 1988.

## Tracce
1. Eva tomando el sol – 5:47
2. Besos en la frente – 5:11
3. ¿Quién me ha robado el mes de abril? – 4:57
4. Una de romanos – 4:49
5. Juegos de azar – 3:23
6. Locos de atar – 3:58
7. Nacidos para perder – 3:48
8. Peligro de incendio – 3:36
9. ¡Al ladrón, al ladrón! – 5:45
10. Cuando aprieta el frío – 3:54
11. Los perros del amanecer – 4:14
12. Rap del optimista – 4:26